# Fügenberg
Fügenberg település Ausztriában, Tirolban a Schwazi járásban található. Területe 58,5 km², lakosainak száma 1 358 fő, népsűrűsége pedig 23 fő/km² (2014. január 1-jén). A település 681 méteres tengerszint feletti magasságban helyezkedik el.

## Fordítás
- Ez a szócikk részben vagy egészben  a   Fügenberg című angol Wikipédia-szócikk ezen változatának fordításán alapul.  Az eredeti cikk szerkesztőit annak laptörténete sorolja fel. Ez a jelzés csupán a megfogalmazás eredetét és a szerzői jogokat jelzi, nem szolgál a cikkben szereplő információk forrásmegjelöléseként.